# Ілліча (Самарівський район)
Ілліча — колишнє село в Україні, Новомосковському районі Дніпропетровської області. Чисельність населення за даними 1991 року становила 20 осіб. Код КОАТУУ — 1223286002. Зняте з обліку Рішенням Дніпропетровської обласної ради 16 лютого 2001 року.
Було розташоване в трьох кілометрах від адміністративного центру Попасненської сільської ради — села Попасне.